# 6452 Джонойллер
6452 Джонойллер (6452 Johneuller) — астероїд головного поясу, відкритий 17 квітня 1991 року.
Тіссеранів параметр щодо Юпітера — 3,500.